# Eogena contaminei
Eogena contaminei là một loài bướm đêm trong họ Noctuidae.